# BMW R75 Wehrmachtsgespann
Het BMW R 75 Wehrmachtsgespann is een zijspancombinatie van het merk BMW. De machine werd ook wel bekend als "BMW R 75 Sahara" of kortweg "Sahararad". De machine werd ingezet door de Wehrmacht tijdens de Tweede Wereldoorlog.
In de aanloop naar de Tweede Wereldoorlog gingen veel Europese motorfabrieken militaire modellen ontwikkelen. Vooral voor de zijspancombinaties werd dan vaak gekozen voor tweecilinder boxermotoren, zelfs als de fabriek die niet in het normale productieprogramma had. Zo ontstonden de FN M-12 en de Harley-Davidson XA.
In Duitsland waren de boxermotoren ruim voorhanden: De gebroeders Küchen hadden al in 1933 boxermotoren voor Zündapp ontwikkeld, en BMW produceerde vrijwel uitsluitend zware boxers. De R 12 was al in dienst van de Wehrmacht, ook als zijspantrekker, maar deze zijklepper was niet echt geschikt voor gebruik in zwaar terrein. Ook de R 71-zijklepper werd door het Duitse leger gebruikt. Zowel BMW als Zündapp kregen de opdracht om zware, terreinvaardige zijspancombinaties te ontwikkelen. Ze werden ingezet in de Grote Vaderlandse Oorlog tegen de Sovjet-Unie en door het Afrikakorps van Erwin Rommel.
Beide merken kozen voor een kopklepmotor als aandrijfbron. In het geval van de BMW R 75 was dat het gemodificeerde blok van de R17. Deze had al een stalen buisframe (de Zündapp KS 750 kreeg een plaatframe) en een carburateur voor elke cilinder. Als aanpassingen werd zijspanwielaandrijving, een sperdifferentieel en veel grotere en bredere terreinbanden toegepast, naast alle specifiek militaire zaken als oorlogsverlichting en een speciaal zijspan met de mogelijkheid extra brandstof mee te nemen, een op het zijspan gemonteerd, rondom uitwisselbaar reservewiel en de mogelijkheid een affuit voor een mitrailleur te monteren. De motor werd tot 26 pk geknepen (de R 17 leverde 33 pk).
Omdat de hele motorfietsproductie van BMW in 1940 was verplaatst naar Eisenach (EMW), werd ook de R 75 daar gebouwd, tot de fabriek gebombardeerd werd. Na ongeveer een jaar inzet in de oorlogsgebieden bleek de Zündapp KS 750 beter te voldoen dan de BMW.
Op aandringen van de Wehrmacht besloten BMW en Zündapp in 1942 één universeel zijspan toe te passen. Dat werd het meer eenvoudig geconstrueerde zijspan van BMW-Steib (de 286/1). De bedoeling was dat er 20.200 R 75's gebouwd zouden worden, waarna zowel BMW als Zündapp beiden de Zündapp KS 750 zouden gaan produceren, in een oplage van 20.000 per jaar, met het BMW 286/1 zijspan. In 1943 was het aantal van 20.200 echter nog niet gehaald, zodat de productie doorliep tot de fabriek in Eisenach in 1944 gebombardeerd werd. Beide merken bleven hun eigen motorfietsen produceren, maar 70% van de onderdelen waren uitwisselbaar (waaronder vrijwel de hele aandrijflijn).
Vaak wordt gedacht dat de Russische Ural en de Oekraïense Dnepr-motoren zijn afgeleid van buitgemaakte R 75's. Dat is niet correct. De fabriek in Eisenach kwam na de oorlog weliswaar in de Sovjet-bezettingszone en uiteindelijk in de DDR te liggen, maar de Sovjet-boxerproductie dateerde al van 1941, nadat in 1939 vijf R 71-zijspancombinaties waren aangekocht en gekopieerd. Wel werd er in Eisenach onder het typenummer 275/3 een model op basis van de R 75 doorontwikkeld, maar dit werd in een kleine oplage geproduceerd door AWO, eveneens in Oost-Duitsland. Het was geen zuivere boxermotor. Doordat men tijdens de oorlog ook in Eisenach Zündapps had geproduceerd, met een 170° boxermotor, was men overtuigd van het voordeel van hoger (meer in V-vorm) liggende cilinders. Daarom kreeg de AWO 700 een 166° boxermotor. Bij AWO werden zeven prototypes en tien productiemodellen gebouwd. Tot productie in de Sovjet-Unie of China is het nooit gekomen.

## Technische gegevens
| Periode              | 1941-1944                                         | 1941-1944                                         | 1941-1944                                         |
| Categorie            | zijspancombinatie                                 | zijspancombinatie                                 | zijspancombinatie                                 |
| Motortype            | kopklepmotor                                      | kopklepmotor                                      | kopklepmotor                                      |
| Bouwwijze            | langsgeplaatste tweecilinderboxermotor            | langsgeplaatste tweecilinderboxermotor            | langsgeplaatste tweecilinderboxermotor            |
| boring               | 78 mm                                             | 78 mm                                             | 78 mm                                             |
| slag                 | 78 mm                                             | 78 mm                                             | 78 mm                                             |
| Cilinderinhoud       | 745 cc                                            | 745 cc                                            | 745 cc                                            |
| Compressieverhouding | 5,8 : 1                                           | 5,8 : 1                                           | 5,8 : 1                                           |
| Max. Vermogen        | 19 kW/26 pk bij 4.400 tpm                         |                                                   |                                                   |
| Max. Koppel          | 49 Nm/5 kgm pk bij 3.600 tpm                      |                                                   |                                                   |
| Topsnelheid          | onbekend                                          | onbekend                                          | onbekend                                          |
| Aandrijving          | Aandrijfas, ook op het zijspan, sperdifferentieel | Aandrijfas, ook op het zijspan, sperdifferentieel | Aandrijfas, ook op het zijspan, sperdifferentieel |
| Rijwielgedeelte      | dubbel wiegframe, buisframe                       | dubbel wiegframe, buisframe                       | dubbel wiegframe, buisframe                       |
| Drooggewicht         | 420 kg                                            | 420 kg                                            | 420 kg                                            |
| Max. belading        | 396 kg                                            | 396 kg                                            | 396 kg                                            |
| Tankinhoud           | 24 l                                              | 24 l                                              | 24 l                                              |